# Organisation scientifique et technique du vol à voile
L’Organisation scientifique et technique du vol à voile (OSTIV) est liée avec la FAI Gliding Commission (IGC).  La FAIGC est un département de la Fédération aéronautique internationale (FAI) qui supervise les sports aériens mondiaux.
Le but de l'OSTIV est l'avancement du développement technique du vol à voile par le partage d'expérience auprès des fabricants de planeurs et des pilotes. Elle a succédé à l'Internationale Studienkommission für den motorlosen Flug (ISTUS) le 27 juillet 1948 au congrès de Samedan, en Suisse. Elle publie une revue scientifique en anglais Technical Soaring.
L'OSTIV a le droit d'envoyer des observateurs aux réunions de la Commission de vol à voile de la FAI et vice-versa. Les congrès de l'OSTIV ont lieu généralement en même temps que les championnats du monde de vol à voile.